# Marcus Stumpf (Wirtschaftswissenschaftler)
Marcus Stumpf (* 15. Juni 1974 in Salmünster) ist ein deutscher Wirtschaftswissenschaftler und Marketingexperte. Er ist Professor für Betriebswirtschaft, insbesondere Marketing und Markenmanagement an der FOM Hochschule für Oekonomie & Management, University of Applied Sciences, sowie wissenschaftlicher Leiter des KompetenzCentrums Marketing und Sales Management (KCMS).

## Werdegang
Stumpf studierte an der Universität Bayreuth, Betriebswirtschaftslehre mit den Schwerpunkten Marketing und Dienstleistungsmarketing. Nach dem Diplom in Bayreuth promovierte er an der Universität Basel am Lehrstuhl von Manfred Bruhn mit einer Forschungsarbeit über die „Erfolgskontrolle der Integrierten Kommunikation“. Im Jahr 2005 erhielt er für seine Dissertation den von der Swiss Association for Quality (SAQ) gestifteten Seghezzi-Preis.
Der Promotion folgten mehrere Jahre Beratungs- und Managementpraxis. So war er als Seniorkonsultant an der ZMU Marketingakademie in Oestrich-Winkel sowie als wissenschaftlicher Mitarbeiter und Projektleiter an der Führungs-Akademie des Deutschen Olympischen Sportbundes in Köln tätig. Als Geschäftsführer übernahm  er schließlich die Markenführung und Vermarktung des Deutschen Turner-Bundes (DTB). Er begleitete u. a. den Markenrelaunch der Verbandsmarke und war mit seinem Team für die Vermarktung der Turnnationalmannschaft sowie der EnBW Turn-Weltmeisterschaft 2007 in Stuttgart verantwortlich.
Nach über fünf Jahren als Fachbereichsleiter und Professor für Marketing und Relationship Management am Studiengang Betriebswirtschaft der Fachhochschule Salzburg wurde  Stumpf im Jahr 2015 an die Hochschule Macromedia und im Jahr 2016 schließlich an die FOM Hochschule für Oekonomie & Management an den Hochschulstandort Frankfurt am Main berufen. Seine Aktivitäten als Dozent beschränkt Marcus Stumpf nicht allein auf Lehrveranstaltungen für den akademischen Nachwuchs. Er ist auch auf die Weiterbildung von Führungskräften der deutschen, österreichischen und schweizerischen Wirtschaft fokussiert. So engagiert er sich u. a. im Rahmen von Executive MBA-Programmen der Universität Bayreuth, der Donau-Universität in Krems und beim Schweizerischen Ausbildungszentrum für Marketing, Werbung und Kommunikation (SAWI) in Zürich/Dübendorf.
Als Gründer und Leiter des Employer Branding Institute (Frankfurt am Main – Salzburg) sowie Gründer und Geschäftsführer des Beratungsunternehmens relatio ist er als selbständiger Berater für Unternehmen sowie Organisationen tätig.

## Forschungsschwerpunkte
Stumpf hat zahlreiche Bücher sowie über 70 Buchbeiträge und Artikel in Fachzeitschriften zu den Themen Verbandsmanagement, Strategisches Marketing, Markenführung und Branding, Markenpsychologie und Neuromarketing, Employer Branding, Integrierte Unternehmens- und Marketingkommunikation sowie Customer Relationship Management und Kundenorientierung veröffentlicht. Zudem ist er Herausgeber von PraxisWISSEN – German Journal of Marketing.

## Publikationen (Auswahl)
- Marcus Stumpf: Erfolgskontrolle der Integrierten Kommunikation – Messung des Entwicklungsstandes der Integrierten Kommunikation in Unternehmen, Basler Schriften zum Marketing. Gabler, Wiesbaden 2005, ISBN 3-409-03447-1.
- Marcus Stumpf (Hrsg.): Kommunikation in Change & Risk – Communication in Change & Risk, Proceedings des 12. Interdisziplinären Symposiums der Forschungskooperation Europäische Kulturen in der Wirtschaftskommunikation (EUKO). Eigenverlag, Salzburg 2012.
- Günter Hofbauer, Annette Pattloch, Marcus Stumpf (Hrsg.): Marketing in Forschung und Praxis. uni-edition, Berlin 2013, ISBN 978-3-942171-98-4.
- Wolfgang Immerschitt, Marcus Stumpf: Employer Branding für KMU – Der Mittelstand als attraktiver Arbeitgeber. Springer Gabler, Wiesbaden 2014, ISBN 978-3-658-01203-8.
- Marcus Stumpf, Iris Teufl: Cause related Marketing – Grundlagen, Erfolgsfaktoren, Praxisbeispiele, Springer Gabler, Wiesbaden 2014, ISBN 978-3-8349-3041-5.
- Marcus Stumpf, Stefan Wehmeier (Hrsg.): Kommunikation in Change und Risk – Konsequenzen für die Wirtschaftskommunikation unter den Bedingungen von Wandel und Unsicherheiten. Springer VS, Wiesbaden 2014, ISBN 978-3-658-00217-6.
- Marcus Stumpf, Regina Braun: „Kunden helfen Kunden“ als Methode der Kundenintegration bei Serviceleistungen. Theoretische und empirische Analyse mit Empfehlungen für den Einsatz von Service-Communities, Salzburger Management-Studien, Nr. 2. Salzburg University of Applied Sciences, Salzburg 2015, ISBN 978-3-9503300-1-4.
- Marcus Stumpf (Hrsg.): Die zehn wichtigsten Zukunftsthemen im Marketing. Haufe, München 2016, ISBN 978-3-648-07972-0.
- Andrea Rumler, Marcus Stumpf (Hrsg.): Kommunikations- und Markencontrolling. uni-Edition, Berlin 2016, ISBN 978-3-944072-79-1.
- Marcus Stumpf (Hrsg.): Kommunikation und Digitalisierung, Proceedings zur 17. interdisziplinären Tagung des Forschungsnetzwerkes Europäische Kulturen in der Wirtschaftskommunikation – European Cultures in Business and Corporate Communication (EUKO). MA Akademie Verlags- und Druck-Gesellschaft mbH, Essen 2017, ISSN 2365-5461.
- Andrea Rumler, Marcus Stumpf (Hrsg.): Kundenintegration und Customer Empowerment. uni-Edition, Berlin 2017, ISBN 978-3-944072-94-4.
- Andrea Rumler, Marcus Stumpf (Hrsg.): Digitale Transformation des Marketing. uni-Edition, Berlin 2018, ISBN 978-3-947208-07-4.
- Marcus Stumpf (Hrsg.): Digitalisierung und Kommunikation – Konsequenzen der digitalen Transformation für die Wirtschaftskommunikation. Springer VS, Wiesbaden 2019, ISBN 978-3-658-26113-9.
- Andrea Rumler, Marcus Stumpf (Hrsg.): Entrepreneurial Marketing. uni-Edition, Berlin 2019, ISBN 978-3-947208-18-0.
- Wolfgang Immerschitt, Marcus Stumpf: Employer Branding für KMU – Der Mittelstand als attraktiver Arbeitgeber, 2. Auflage. Springer Gabler, Wiesbaden 2019, ISBN 978-3-658-23132-3.